# Enrico Tivaroni
Enrico Tivaroni (13 de mayo de 1841 - 13 de agosto de 1925) fue un magistrado y político italiano. Tivaroni fue senador italiano desde el 19 de diciembre de 1925 hasta su muerte, el 13 de agosto de 1925. Era el hermano de Carlo.

## Premios
- Caballero de la Orden de la Corona
- Oficial de la Orden de la Corona
- Comendador de la Orden de la Corona
- Gran Oficial de la Orden de la Corona
- Caballero de la Orden de los Santos Mauricio y Lázaro
- Oficial de la Orden de los Santos Mauricio y Lázaro
- Comendador de la Orden de los Santos Mauricio y Lázaro
- Gran Oficial de la Orden de los Santos Mauricio y Lázaro